# Saint-Albert
Saint-Albert är en kommun i provinsen Québec i Kanada. Den ligger i regionen Centre-du-Québec, i den sydöstra delen av landet, 280 km öster om huvudstaden Ottawa.